# Grammia quenseli
Grammia quenseli (tên tiếng Anh: Bướm đêm hổ Labrador) là một loài bướm đêm thuộc phân họ Arctiinae, họ Erebidae. Trung Âu the species được tìm thấy ở miền trung Alps khoảng 2,000 và 2,700 mét. Chúng cũng hiện diện ở Bắc Scandinavia.
Sải cánh dài 26–42 mm.
Ấu trùng ăn Alchemilla alpina và Plantago alpina.